# Lars Jönsson (tennisser)
Lars Jönsson (Göteborg, 27 juni 1970) is een voormalig professioneel tennisser uit Zweden. Hij won drie ATP Challenger Tour-titels gedurende zijn carrière.

## Palmares
| Legenda                       | Legenda               |
| ----------------------------- | --------------------- |
| Grand Slam                    |                       |
| Olympische Spelen             |                       |
| tot 2009                      | vanaf 2009            |
| Tennis Masters Cup            | ATP Finals            |
| ATP Masters Series            | ATP Tour Masters 1000 |
| ATP International Series Gold | ATP Tour 500          |
| ATP International Series      | ATP Tour 250          |

### Enkelspel
| Nr.                  | Datum             | Toernooi       | Ondergrond | Tegenstander in finale | Score         | Details |
| -------------------- | ----------------- | -------------- | ---------- | ---------------------- | ------------- | ------- |
| Verloren finales     |                   |                |            |                        |               |         |
| 1.                   | 31 december 1990  | ATP Wellington | Hardcourt  | Richard Fromberg       | 1-6, 4-6, 4-6 | Details |
| gewonnen challengers |                   |                |            |                        |               |         |
| 1.                   | 16 juli 1989      | Tampere        | Gravel     | Andres Võsand          | 7-5, 7-5      |         |
| 2.                   | 10 oktober 1993   | Monterrey      | Hardcourt  | Lan Bale               | 6-2, 6-3      |         |
| 3.                   | 29 september 1996 | Skopje         | Gravel     | Jozsef Krocsko         | 6-3, 6-1      |         |

## Prestatietabel
| Legenda | Legenda                          |
| ------- | -------------------------------- |
| g.t.    | geen toernooi gehouden           |
| l.c.    | lagere categorie                 |
| –       | niet deelgenomen                 |
| G       | uitgeschakeld in de groepsfase   |
| 1R      | uitgeschakeld in de eerste ronde |
| 2R      | uitgeschakeld in de tweede ronde |
| 3R      | uitgeschakeld in de derde ronde  |
| 4R      | uitgeschakeld in de vierde ronde |
| KF      | uitgeschakeld in de kwartfinale  |
| HF      | uitgeschakeld in de halve finale |
| F       | de finale verloren               |
| W       | het toernooi gewonnen            |
| w-v     | winst/verlies-balans             |

### Enkelspel
| grandslamtoernooien |    |    |    |    |    |    |    |    |
| Australian Open     | 3R | 1R | 1R | 1R | 4R | 3R | 1R | 1R |
| Roland Garros       | 1R | 2R | 3R | 1R | 2R | –  | –  | –  |
| Wimbledon           | 1R | 2R | 1R | 1R | 1R | 2R | –  | –  |
| US Open             | 1R | –  | 1R | –  | 1R | –  | –  | –  |